# 오수개
오수개(獒樹개)는 불이 난 것을 모르고 잠든 주인을 구했다는 개이다. 고려 시대의 문인 최자(崔滋)가 1230년에 쓴 《보한집》에 그 이야기가 전해진다.

## 개요
고려시대 거령현(오늘날의 전북특별자치도 임실군 지사면 영천리)에 살던 김개인(金蓋仁)은 충직하고 총명한 개를 기르고 있었다. 어느날 동네 잔치를 다녀오던 김개인이 술에 취해 오늘날 상리(上里)부근의 풀밭에 잠들었는데, 때마침 들불이 일어나 김개인이 누워있는 곳까지 불이 번졌다. 불이 계속 번져오는데도 김개인이 알아차리지 못하고 잠에서 깨어나지 않자, 그가 기르던 개가 근처 개울에 뛰어들어 몸을 적신 다음 들불위를 뒹굴어 불을 끄려 했다. 들불이 주인에게 닿지 않도록 여러 차례 이런 행동을 반복한 끝에, 개는 죽고 말았으나 김개인은 살았다고 한다. 김개인은 잠에서 깨어나 개가 자신을 구하기 위해 목숨을 바쳤음을 알고, 몹시 슬퍼하며 개의 주검을 묻어주고 자신의 지팡이를 꽂았다고 한다. 나중에 이 지팡이가 실제 나무로 자라났다고 한다. 훗날 '개 오'(獒)자와 '나무 수'(樹)를 합하여 이 고장의 이름을 '오수'(獒樹)라고 부르게 되었다.그래서 이를 기념하기 위해 오수 휴게소와 전북 임실군 오수면 시장마을에 오수개 동상이 생겼다.

## 같이 보기
- 금묘(金猫): 조선 숙종이 길렀다는 고양이[1]
- 오수면(獒樹面) : 임실군에 있는 면으로, 오수개의 고장이다.